# Adonidia merrillii
Adonidia merrillii es una especie de palmera de la familia Arecaceae.   Se la conoce comúnmente como palma de Manila, palmera kerpis, chaguaramo enano o palma de Navidad por su fruto rojo que madura en invierno. Es una palmera endémica de Filipinas y especial de la isla de Palawan y también en la Isla de Borneo.

## Distribución y hábitat y estado de conservación

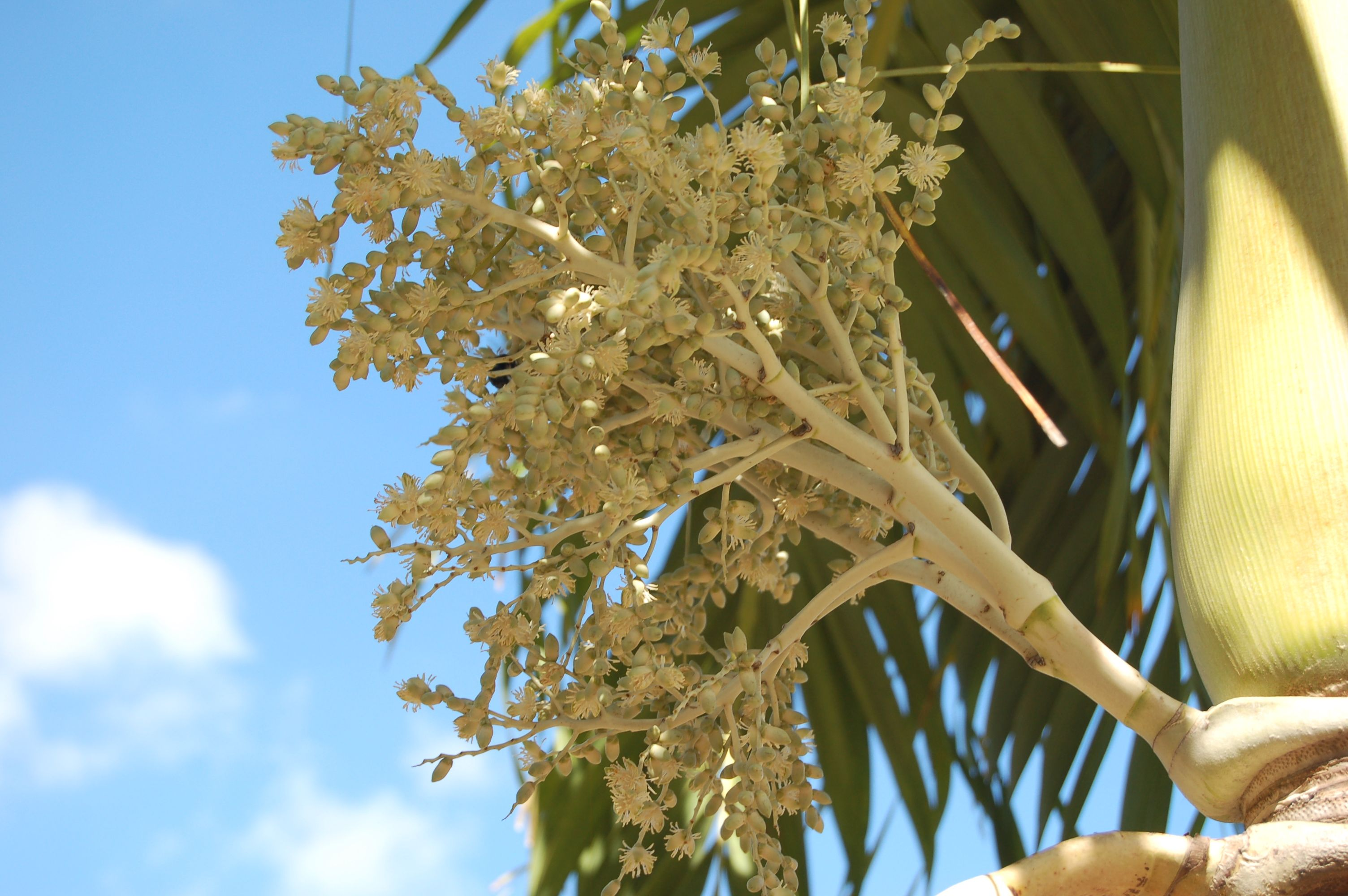
Flores de la palmera de navidad.

Es nativa de Filipinas especialmente en la Isla de Palawan y también en partes de Borneo y se la trata en peligro de extinción por pérdida de hábitat.

## Características
Es una palmera solitaria que alcanza los 3.7-10 m de altura, excepcionalmente los 20 metros, con tronco simple, gris claro, de cerca de 15 cm de diámetro, con nudos (anillos) levemente marcados, más grueso en la base, con capitel. Las hojas son pinnadas, en número de 12 a 25, arqueadas, con segmentos anchos, erectos y después curvados, dispuestos sobre el raquis formando una V. La inflorescencia es infrafoliar (se produce entre el tronco y el capitel), ramificada varias veces, blanca. Los frutos ovalados, de color rojo, muy vistosos cuando están maduros.

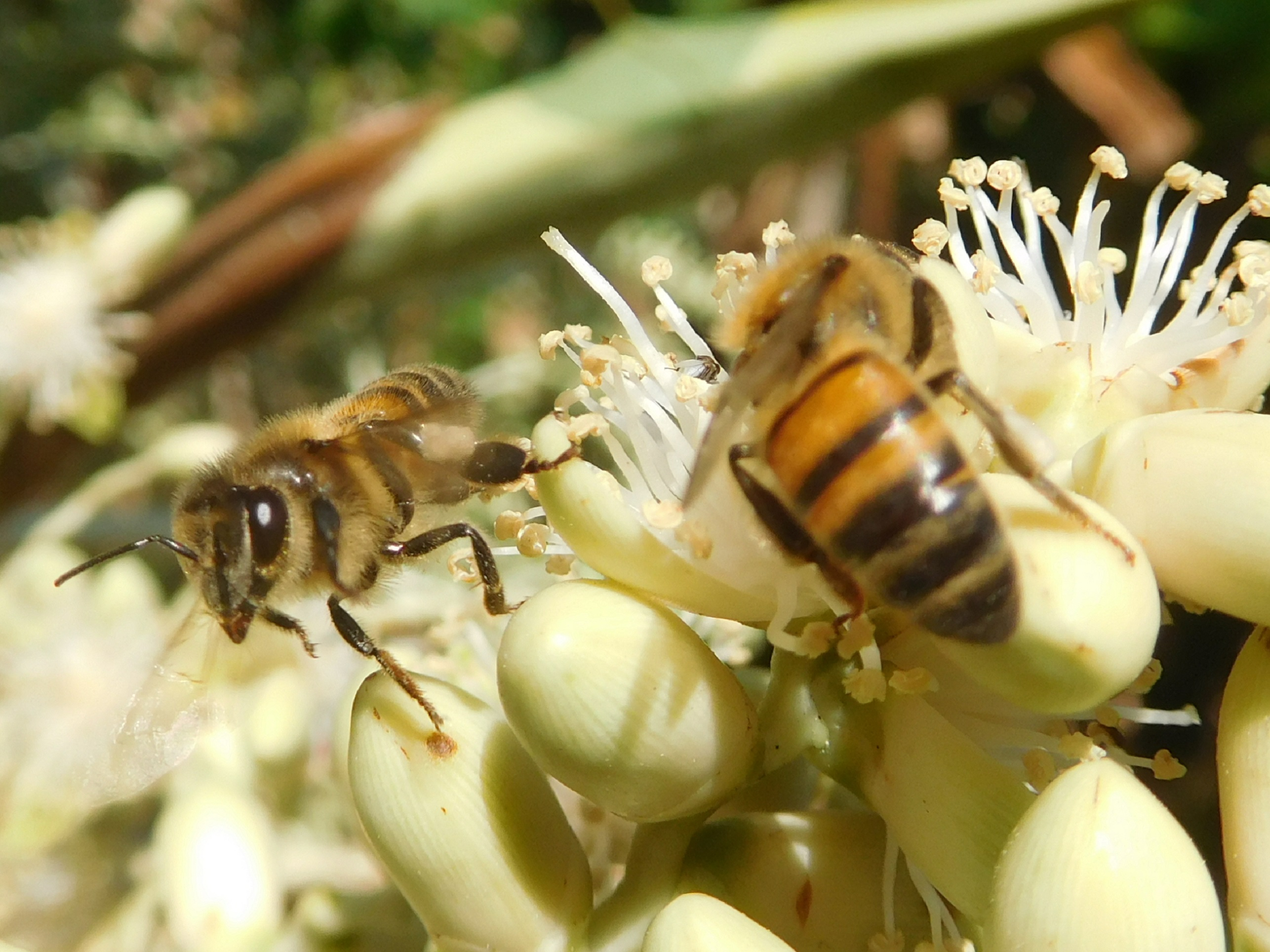
Unas abejas polinizando las flores de la palmera kerpis.

## Usos
Palmera muy elegante, usada por ello en jardinería, tanto por el follaje como por el colorido rojo de los frutos durante la maduración. Tolera el sol y el clima subtropical. Adecuada para macetas cuando la planta es joven, y para jardines pequeños, sea aislada, o en grupos o filas.
Los frutos pueden usarse para la extracción de aceite comestible se extrae a partir de una extracción en frío mediante el prensado de la semilla esto sirve para conservar mejor las propiedades del aceite.

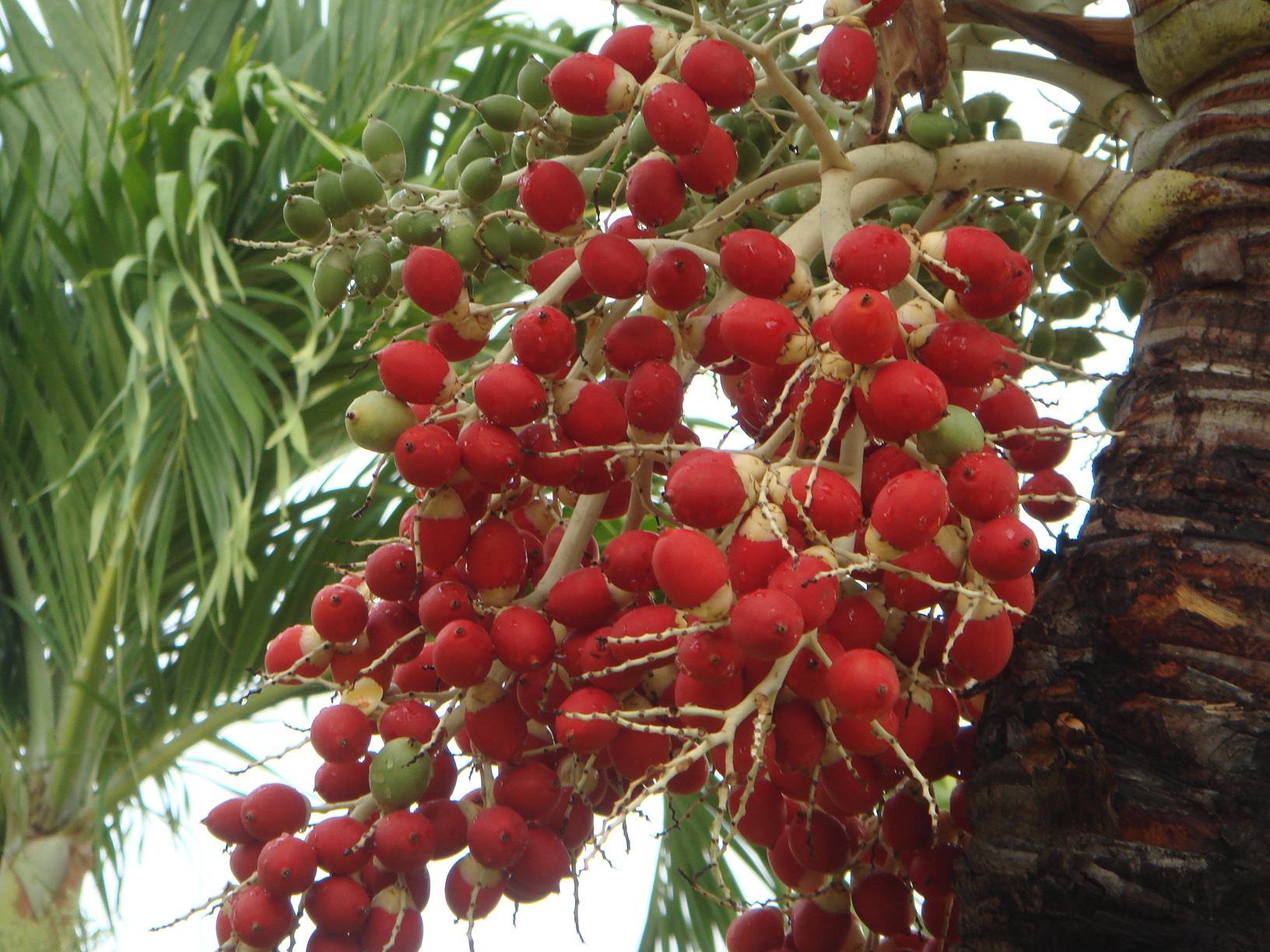
Frutos maduros.

## Taxonomía
Adonidia merrillii fue descrita por (Becc.) Becc.  y publicado en Philippine Journal of Science 14: 329. 1919.
Etimología

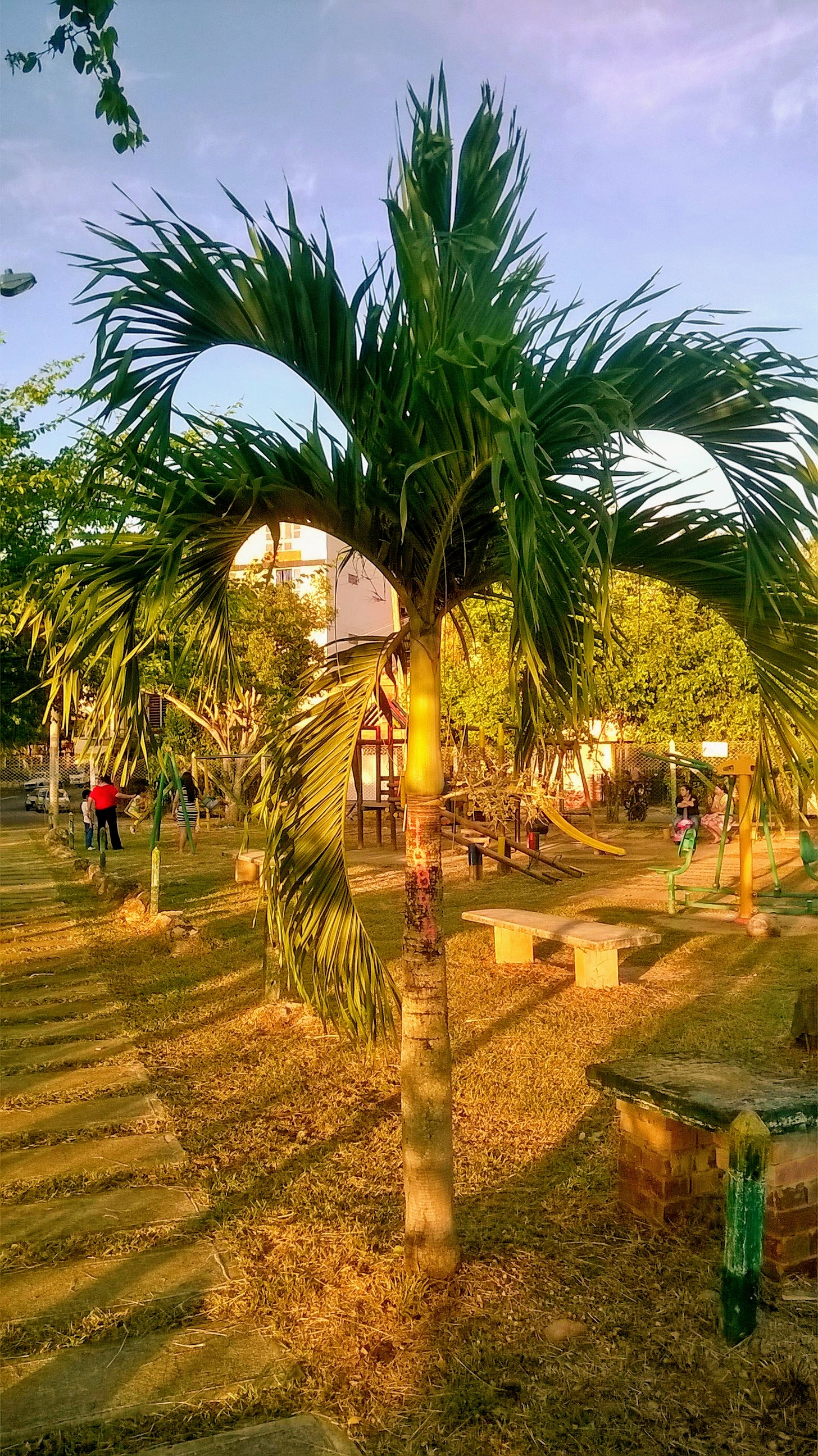
Palma Navidad en el parque LAS NACUMAS, Bucaramanga (Colombia)

Adonidia: derivación no explicada por el autor, pero probablemente de Adonis, apuesto joven de la mitología griega, cuya sangre manchó las flores de Adonis (Ranunculaceae); tal vez Odoardo Beccari la llamó Adonidia, en referencia a la fruta de color rojo brillante.

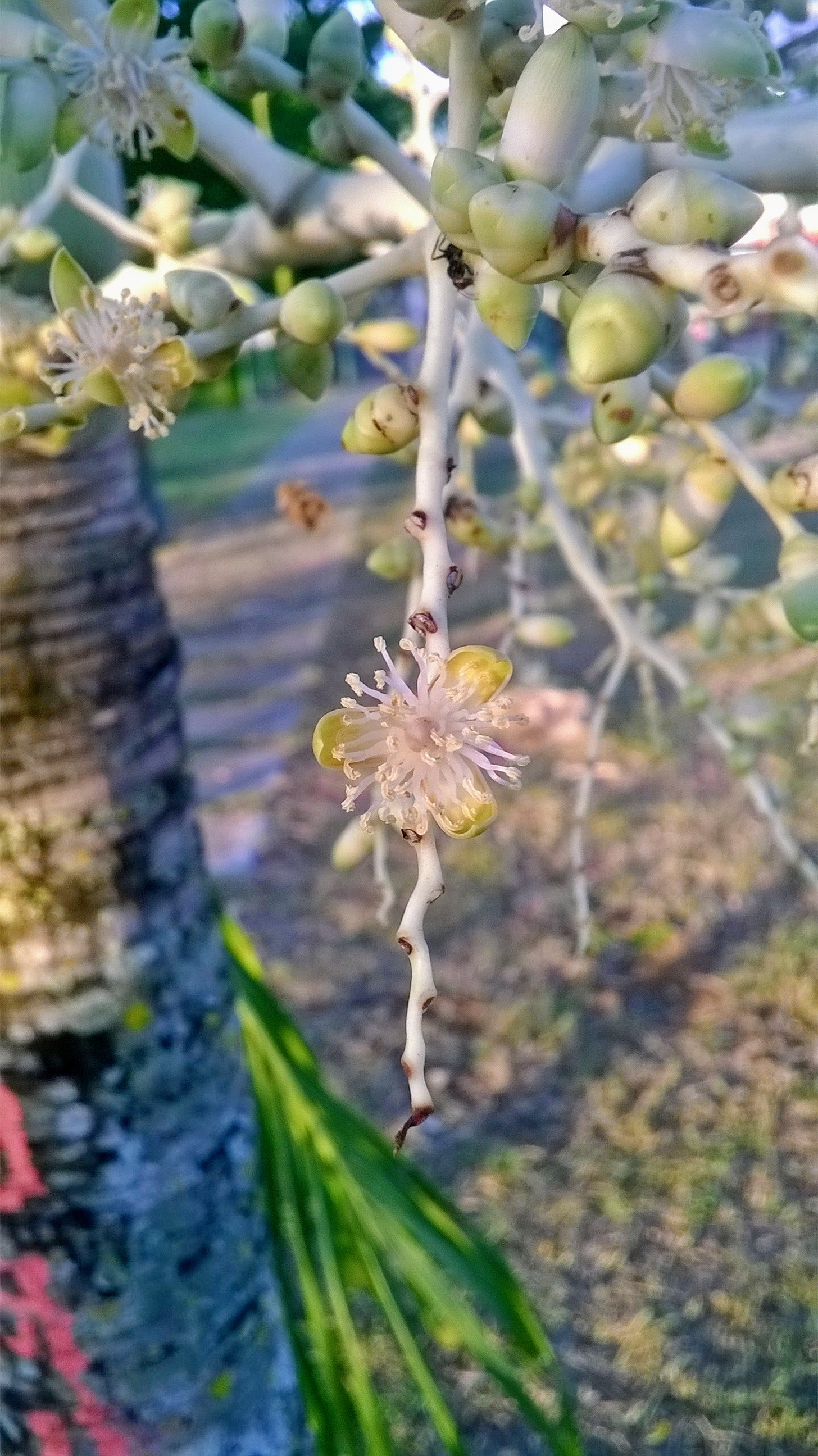
Flor de la palma Navidad

merrillii: epíteto otorgado en honor del botánico Elmer Drew Merrill.
Sinonimia
- Actinorhytis calapparia Vidal
- Normanbya merrillii Becc.
- Veitchia merrillii (Becc.) H.E.Moore).[7][8]

## Referencias

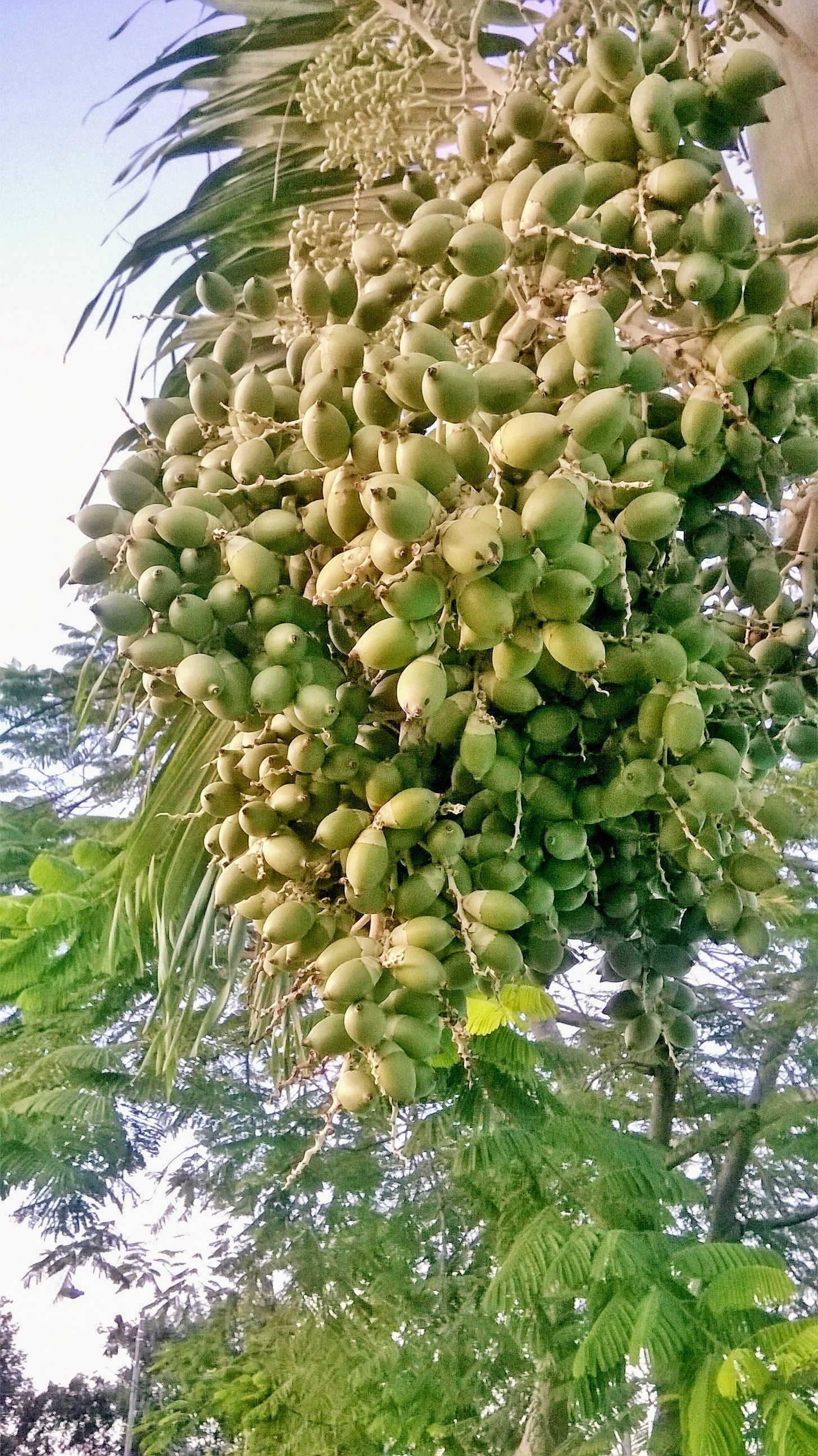
Frutos verdes o inmaduros